# Johann Ferbach
Johann Ferbach (* 9. August 1913 in Köln; † 21. Juni 1970 in Straubing) war ein vom Landgericht München II am 4. Juni 1962 gemeinsam mit Vera Brühne wegen Mordes an dem Münchner Arzt Otto Praun und dessen Geliebter Elfriede Kloo zu lebenslangem Zuchthaus und Aberkennung der bürgerlichen Ehrenrechte auf Lebenszeit verurteilter Mann.

## Leben
Ferbach wuchs in Köln auf und lernte den Beruf des Büchsenmachers in der Werkzeugmaschinenfabrik von Hermann Kolb. Am 1. Januar 1939 wurde er zur Wehrmacht eingezogen. Im Jahr 1943 desertierte er von der Ostfront und arbeitete anschließend unter dem Namen Hans Spieß in Köln als Bauarbeiter. Für die Familie des Schauspielers Hans Cossy leitete Ferbach den Bau einer Behelfsschutzanlage auf einem von Cossy gemieteten Grundstück. Im Herbst 1944 wurde das gemietete Haus durch Bomben zerstört und die Behelfsschutzanlage verschüttet. Ferbach setzte durch, dass ein Zugang zur Behelfsschutzanlage freigelegt wurde, wodurch u. a. Cossys Ehefrau Vera (1961/62 unter ihrem zweiten Ehenamen Vera Brühne  bekannt geworden) und die gemeinsame Tochter Sylvia (1941–1990) gerettet wurden.
Nach Kriegsende zog  die Familie Cossy nach München, während Ferbach in Köln eine Anstellung als Montageschlosser fand. Ferbach war 1960 versicherungspflichtig beschäftigt und verwitwet. Am 13. April 1960, einem Mittwoch, war er krankgeschrieben, was von der zuständigen Krankenkasse kontrolliert wurde. Otto Praun hatte für seine Chauffeurin Vera Brühne einen VW Käfer gekauft, der durch Ferbach organisiert worden war.
Am 3. Oktober 1961 kam Vera Brühne aufgrund eines Haftbefehls vom 26. September 1961 in Untersuchungshaft. Am 12. Oktober 1961 wurde Ferbach in Köln verhaftet und kam nach Klingelpütz und später in die Strafanstalt München-Neudeck in Untersuchungshaft. Am 28. November 1961 kam der Polizeispitzel und spätere Belastungszeuge Siegfried Schramm ebenfalls nach Neudeck. In einem Zwischenbericht hatte das Gericht festgestellt, dass Ferbach als möglicher Täter nicht ausscheide, sondern vielmehr mit der Tat in einen zwanglosen Zusammenhang gebracht werde und sich durch verschiedene widersprüchliche Angaben verdächtig gemacht habe.
Am 25. April 1962 begann ein Schwurgerichtshauptverfahren beim Landgericht München II gegen Brühne und Ferbach. Sie wurden beschuldigt, den Arzt Otto Praun und dessen Haushälterin Elfriede Kloo am 14. April 1960 in Prauns Villa in Pöcking ermordet zu haben. Am 4. Juni 1962, nach 22 Verhandlungstagen und 113 Zeugenaussagen, wurde das von sechs Geschworenen und drei Berufsrichtern gefällte Urteil verkündet: lebenslange Zuchthausstrafe wegen gemeinschaftlichen Doppelmordes. Johann Ferbach verstarb am 21. Juni 1970 in der Justizvollzugsanstalt Straubing an Herzversagen.
Im Spiegel wurde 1978, acht Jahre nach Ferbachs Tod, die Auffassung vertreten, Johann Ferbach wäre – wie Walter Huppenkothen – nicht verurteilt worden, hätte sein Rechtsbeistand Alfred Seidl das Mandat nicht an seinen Sozietätskollegen Heinz Pelka und Referendar Martin Amelung abgegeben. Angeblich tat er dies „hauptsächlich aus finanziellen Gründen“.

### Wiederaufnahme des Verfahrens
Die Revision gegen das mutmaßliche Fehlurteil wurde am 4. Dezember 1962 vom Bundesgerichtshof abgelehnt und das Urteil damit rechtskräftig. Es wurden zwei Anträge zur Wiederaufnahme des Verfahrens zugunsten von Vera Brühne, und drei zugunsten von Johann Ferbach gestellt.

„Für die Darstellung des Schwurgerichts in Bezug auf den Doppelmord gibt es keinen Beweis. Die Tatrekonstruktion des Gerichts ist eine reine Erfindung. Gegen eine Erfindung gibt es kein Beweismittel. Juristisch kann ich dagegen nichts unternehmen. Ich möchte betonen, dass es jedem Bürger dieses Staates widerfahren kann, in dieselbe Situation zu geraten wie Frau Brühne oder Johann Ferbach.“

- Vor Oktober 1963 berichteten Revue und Neue Illustrierte über die Zeugen eines Wiederaufnahmeantrags durch Heinz Pelka. Ein Josef Matzerath erklärte in der Illustrierten, warum er sich nicht als Zeuge im Mordprozess gemeldet hatte. Mitte 1962 habe er wegen einer Gefängnisstrafe Antrag auf Bewährung gestellt. „Sie war noch nicht bewilligt. Ich fürchtete, daß man ablehnen würde, wenn ich dem Staatsanwalt in München die Tour verdarb.“ Matzerath berichtete 1962, dass er in der Nacht von Gründonnerstag auf Karfreitag 1960 Ferbach im Kölner Nachtlokal »Sevilla« getroffen und mit ihm über Frauen gesprochen hätte. Eine Aussage, die er nicht unter Eid wiederholen wollte.[10] Der Antrag auf Wiederaufnahme wurde von Richter Konrad Sattler 1964 abgelehnt. Sattler gab in den 1950ern wochenlang Seminare beim Bundesnachrichtendienst in Pullach über Verfassungsrecht.[11]

- Ein neuer Zeuge, Hans Joachim Seidenschnur, sagte, Otto Praun soll nach Algerien gereist und für einen Waffenhändler gehalten worden sein.[12]
- Zeuge Roger Hentges gab im Herbst 1967 an, Otto Praun hätte am Gründonnerstag 14. April 1960 bei ihm in Frankfurt angerufen und Geld verlangt, worauf sich umgehend Werner Repenning und ein Oberstleutnant Schröder gekümmert hätten. Den entsprechenden Antrag auf Wiederaufnahmeverfahren stellte Dr. Maximilian Girth (früher Regierungs- und Kriminalrat).

- Die Tatwaffe im Doppelmord Elfriede Kloo/Otto Praun war eine Pistole FN Baby Browning. Der ermittelnde Kriminalobermeister Karl Rodatus erschoss am 20. April 1960, einen Tag nach dem Auffinden der beiden Leichen, mit der Tatwaffe Prauns den halbverhungert aufgefundenen Spaniel und vernichtete damit mögliche Spuren an der Waffe. Praun hatte zwei Pistolen dieses Modells. Renate Meyer (* 15. Juli 1918 Königsberg; † 1. Februar 1969 München) war Sprechstundenhilfe bei Otto Praun bis zu dessen Tod. Gegenüber dem Würzburger Journalisten Hans-Dieter Orttner[3] (alias Peter Anders) soll Frau Meyer nach Angaben Orttners eine Woche vor ihrem Tod eingeräumt haben, es hätte sich bei einer Pistole, welche in der Praxis von Dr. Praun nicht mehr aufgefunden wurde, um eine FN Modell Baby gehandelt.[13] Eine Darstellung, welche Frau Meyer, eine der für die Urteilsfindung aussagekräftigsten Zeuginnen, als Mittäterin erscheinen ließ. Reinhard Gehlen, Präsident des BND, ließ angeblich gegen Franz Josef Strauß wegen einer möglichen Verwicklung in die vorgeblichen Waffengeschäfte Prauns ermitteln.[14] Hierauf basierten die Wiederaufnahmeanträge.